# Arcoppia porifera
Arcoppia porifera är en kvalsterart som först beskrevs av Franklin och Woas 1992.  Arcoppia porifera ingår i släktet Arcoppia och familjen Oppiidae. Inga underarter finns listade i Catalogue of Life.